# Tornaszentandrás

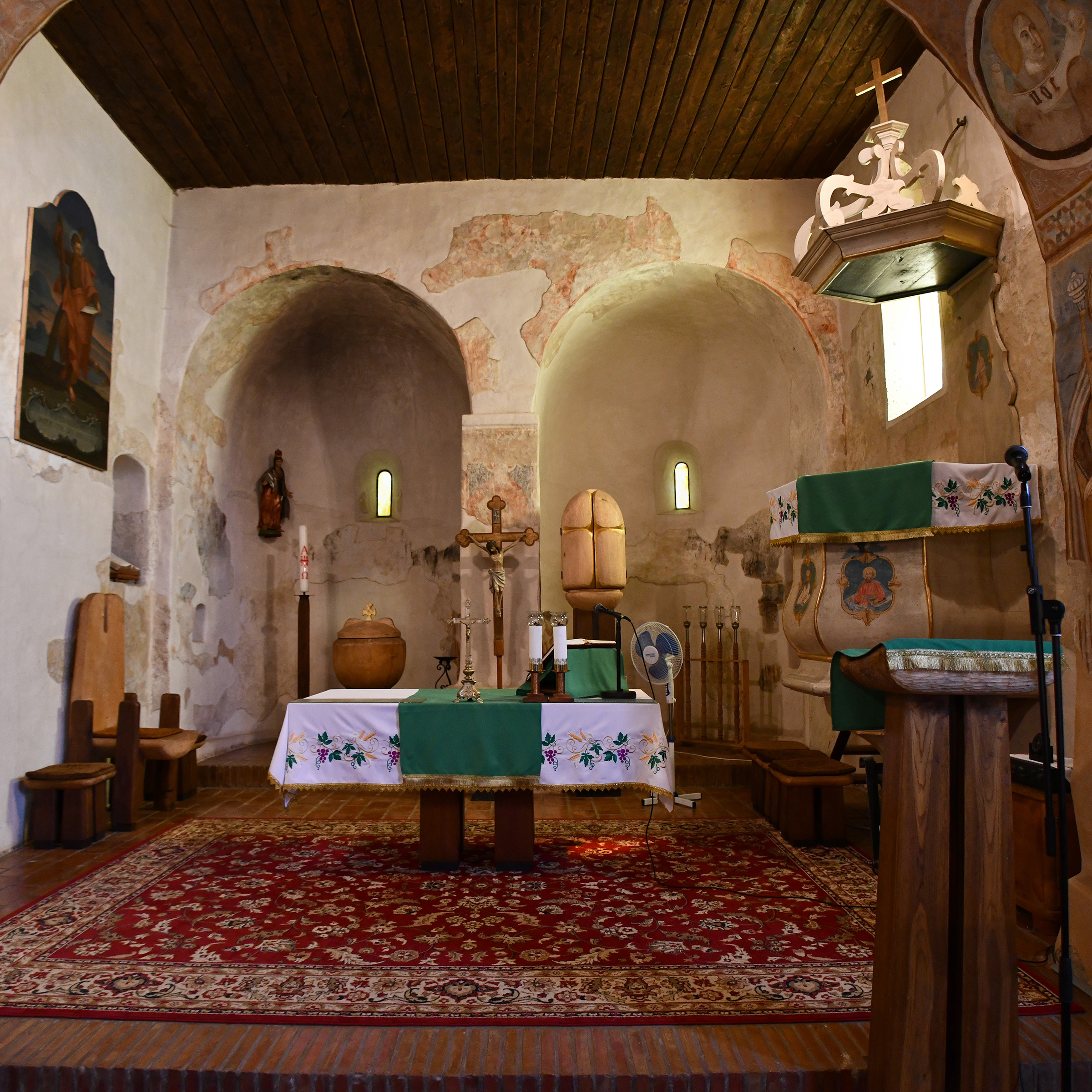
A templom ikerszentélye

Tornaszentandrás község Borsod-Abaúj-Zemplén vármegyében, az Edelényi járásban.

## Fekvése
A vármegye északi részén fekszik, Edelénytől 30, Tornanádaskától 6 kilométer távolságra, a Szalonnai-hegységben.
Közúton a 27-es főút felől érhető el, körülbelül 4 kilométeres letérővel: Komjátinál kell délnek kanyarodni a falu központján végigvezető 2629-es útra, majd ebből Komjáti és Bódvalenke határán ágazik ki a 26 118-as út, amely végighúzódik Tornaszentandráson és továbbvezet Tornabarakonyig.
Közösségi közlekedéssel a Volánbusz által üzemeltetett 4124-es busszal közelíthető meg.

## Nevének eredete
A település nevét temploma védőszentjéről, Szent Andrásról kapta. A Torna előtag az egykori vármegye nevének emlékét őrzi.

## Története
A környék már az őskor óta lakott volt. A település a honfoglalás idején jött létre. Neve először egy 1283-ban kiadott adományozó okiratban szerepel először. IV. László király ekkor adományozta Szentandrás falut Vid fia Bengrének. Középkori lakói hospesek, külföldi telepesek voltak. Az egykori lakosok cseh vagy délnémet származását valószínűsíti a Szent András tiszteletére szentelt római katolikus templom. A 12. századi román stílusú templomot Magyarországon egyedülálló módon, a délnémet és a cseh bányavidékek szokásainak megfelelően építették kettős szentéllyel, és Szent András tiszteletére szentelték fel, aki ott bányász védőszentnek számít.
A török 1576-ban felégette a települést. Elnéptelenedett, s csak 1730 körül népesedett be újra. A Felvidékről telepítettek be családokat, akik mészkőbányászattal és erdőgazdálkodással foglalkoztak.

## Közélete

### Polgármesterei
- 1990–1994: Krajnyák Dénes (független)[4]
- 1994–1998: Krajnyák Dénes (független)[5]
- 1998–2002: Krajnyák Dénes (független)[6]
- 2002–2006: Krajnyák Dénes (független)[7]
- 2006–2010: Krajnyák Dénes (független)[8]
- 2010–2014: Krajnyák Dénes (független)[9]
- 2014–2019: Krajnyák Dénes (független)[10]
- 2019–2024: Krajnyák Dénes (független)[11]
- 2024– : Krajnyák Dénes (független)[1]

## Népesség
A település népességének változása:
| Lakosok száma | 205  | 192  | 175  | 141  | 159  | 165  | 160  |
|               | 2013 | 2014 | 2015 | 2021 | 2022 | 2023 | 2024 |

A 2001-es népszámláláskor a település lakosságának 97%-a magyar, 3%-a cigány nemzetiségűnek vallotta magát.
A 2011-es népszámlálás során a lakosok 100%-a magyarnak mondta magát. A vallási megoszlás a következő volt: római katolikus 92,5%, református 3,2%, görögkatolikus 3,5% (0,5% nem válaszolt).
2022-ben a lakosság 91,2%-a vallotta magát magyarnak, 4,4% szlováknak, 0,6% szlovénnek, 0,6% ukránnak (7,5% nem nyilatkozott; a kettős identitások miatt a végösszeg nagyobb lehet 100%-nál). Vallásuk szerint 71,7% volt római katolikus, 1,3% református, 0,6% görög katolikus, 0,6% felekezeten kívüli (25,8% nem válaszolt).

## Nevezetességei
Szent András plébániatemplom. 12. századi román stílusú. Egyedülálló Árpád-kori műemlék: A szentély apszisa kettős, ikerszentélynek is nevezik. Az egyik apszisban a bányászok védőszentje, Szent Borbála szobra állt, a másikban pedig a templom védőszentjét, Szent Andrást képviselte kegyoltár. A falu földesurai meráni bányászokat telepítettek le és ők hozták magukkal az ikerszentélyes templom hagyományát.
1995-ben a településen található Esztramos-hegyben lévő 25 barlangot az Aggteleki-karszt és a Szlovák-karszt barlangjai részeként az UNESCO a világörökség részének nyilvánította. Ezek a barlangok az Esztramos 1-es szint barlangja, az Esztramos 5. szint 1. sz. barlangja, az Esztramos 6. szint 1. sz. barlangja, az Esztramos 6. szint 2. sz. barlangja, az Esztramos 6. szint 3. sz. barlangja, az Esztramosi Csillés-táró ürege, az Esztramosi DNY-i-táró 1. sz. barlangja, az Esztramosi DNY-i-táró 2. sz. barlangja, az Esztramosi Felső-táró 2. sz. ürege, az Esztramosi Szalagos-táró ürege, a Keresztes-barlang, a Rákóczi 1. sz. barlang, a Rákóczi 2. sz. barlang, a Rákóczi 3. sz. barlang, a Rákóczi 4. sz. barlang, a Rákóczi-oldaltáró barlangja, a Rákóczi-oldaltáró ürege, a Rákóczi-táró 1. sz. ürege, a Rákóczi-táró 2. sz. ürege, a Rákóczi-táró 3. sz. ürege, a Rákóczi-táró 4. sz. ürege, a Rákóczi-táró 5. sz. ürege, a Rákóczi-táró 6. sz. ürege, a Rákóczi-táró 7. sz. ürege és a Rákóczi-táró 8. sz. ürege. A településen található öt fokozottan védett barlang az Esztramosi Felső-táró 2. sz. ürege, a Rákóczi 1. sz. barlang, a Rákóczi 2. sz. barlang, a Rákóczi 3. sz. barlang és a Rákóczi-oldaltáró barlangja.